# Сосиген
Сосиген (Σωσιγένης), 1. век п. н. е, из Александрије, хеленистички астроном; ниједно његово дело није сачувано, али је он имао утицаја на Цезарово дело De astris, у којем је низ предсказања времена. Цезару је такође давао савете приликом реформисања римског календара 47. године п. н. е.
Стари египатски календар заостајао је за природом за пуну годину или за три стотине шездесет и пет дана. Немачки египтолог Лепсиус год. 1866. открио је и објавио један камени натпис са датумом 7. марта 238. п. н. е, из кога се види да је кашњење египатског календара усклађено с природом на тај начин што је год. 238, у деветој години владавине Птолемеја Еуергета, египатско свештенство решило да се сваке четврте године уведе у календар један преступни дан као празник добротворних богова. То решење, у науци звано Канопски едикт, јер је издано у Канопу, предграђу Александрије, истоветно је с календарским решењем којим је Сосиген, у време Јулија Цезара, реформисао римски календар. И зато је у том календару, који се зове јулијански, а који ће доцније усвојити и хришћанске цркве, свака четврта година преступна. Ко је духовни отац Канопске календарске реформе, да ли Ератостен или Архимед, није поуздано утврђено.